# I-League 2013-2014
L'I League 2013-2014 (nota come AirTel I-League per motivi di sponsorizzazione) è stata la settima edizione della I-League, il campionato professionistico indiano calcio club, sin dalla sua istituzione nel 2007. La stagione è iniziata il 21 settembre 2013 ed è terminata il 28 aprile 2014.
Il 21 aprile 2014, con ancora una giornata di campionato rimanente, la squadra Bengaluru FC viene proclamata campione d'India al suo debutto nella massima serie nazionale. 

## Squadre
| Squadra            | Luogo                | Stadio                     |
| ------------------ | -------------------- | -------------------------- |
| Bengaluru          | Bangalore, Karnataka | Bangalore Football Stadium |
| Churchill Brothers | Salcette, Goa        | Fatorda Stadium            |
| Dempo              | Panjim, Goa          | Fatorda Stadium            |
| Goa                | Panjim, Goa          | Duler Stadium              |
| East Bengal        | Kolkata, West Bengal | Kalyani Stadium            |
| Mohammedan         | Kolkata, West Bengal | Salt Lake Stadium          |
| Mohun Bagan        | Kolkata, West Bengal | Salt Lake Stadium          |
| Mumbai             | Mumbai, Maharashtra  | Balewadi Sports Complex    |
| Pune               | Pune, Maharashtra    | Balewadi Sports Complex    |
| Rangdajied Utd     | Shillong, Meghalaya  | Nehru Stadium              |
| Salgaocar          | Vasco da Gama, Goa   | Tilak Maidan Stadium       |
| Shillong Lajong    | Shillong, Meghalaya  | Nehru Stadium              |
| United SC          | Kolkata, West Bengal | Kalyani Stadium            |

## Classifica
|                  | Pos. | Squadra            | Pt | G  | V  | N  | P  | GF | GS | DR  |
| ---------------- | ---- | ------------------ | -- | -- | -- | -- | -- | -- | -- | --- |
| India (bandiera) | 1.   | Bengaluru          | 47 | 24 | 14 | 5  | 5  | 42 | 28 | +14 |
|                  | 2.   | East Bengal        | 43 | 24 | 12 | 7  | 5  | 39 | 23 | +16 |
|                  | 3.   | Salgaocar          | 39 | 24 | 11 | 6  | 7  | 36 | 25 | +11 |
|                  | 4.   | Dempo              | 35 | 24 | 9  | 8  | 7  | 31 | 25 | +6  |
|                  | 5.   | Goa                | 34 | 24 | 9  | 7  | 8  | 34 | 34 | 0   |
|                  | 6.   | Shillong Lajong    | 33 | 24 | 8  | 9  | 7  | 35 | 37 | -2  |
|                  | 7.   | Pune               | 29 | 24 | 7  | 8  | 9  | 28 | 32 | -4  |
|                  | 8.   | Mohun Bagan        | 28 | 24 | 6  | 10 | 8  | 23 | 24 | -1  |
|                  | 9.   | Mumbai             | 28 | 24 | 5  | 13 | 6  | 31 | 32 | -1  |
|                  | 10.  | United SC          | 26 | 24 | 5  | 11 | 8  | 22 | 32 | -10 |
|                  | 11.  | Rangdajied Utd     | 25 | 24 | 6  | 7  | 11 | 29 | 38 | -9  |
|                  | 12.  | Churchill Brothers | 25 | 24 | 6  | 7  | 11 | 25 | 37 | -11 |
|                  | 13.  | Mohammedan         | 24 | 24 | 6  | 6  | 12 | 27 | 35 | -8  |

Legenda:

      Campione I-League e ammessa alle qualificazioni di AFC Champions League 2015.

      Ammessa alla Coppa dell'AFC 2015.

      Retrocessa in I-League 2nd Division.